# Ministri dell'industria della Romania
Questo elenco comprende i ministri dell'industria della Romania a partire dal 1989.

## Lista di ministri dell'industria del governo provvisorio (1989 - 1990)
Tra il 1989 e il 1990 le attribuzioni relative all'industria sono state detenute da diversi ministeri in base al settore produttivo. Il 28 giugno 1990 tutte le funzioni sono state accorpate nel Ministero delle risorse e dell'industria.
| Ministro | Ministro | Ministro                     | Partito                      | Governo         | Mandato          | Mandato        | Leg.        |
| Ministro | Ministro | Ministro                     | Partito                      | Governo         | Inizio           | Fine           | Leg.        |
| --- | -------- | ---------------------------- | ---------------------------- | --------------- | ---------------- | -------------- | ----------- |
| Energia elettrica (Ministerul energiei electrice)                                                                        |          |                              |                              |                 |                  |                |             |
| |          | Adrian Georgescu (1922)      | Fronte di Salvezza Nazionale | Governo Roman I | 28 dicembre 1989 | 28 giugno 1990 | Provvisoria |
| Industria chimica e petrolchimica (Ministerul industriei chimice și petrochimice)                                        |          |                              |                              |                 |                  |                |             |
| |          | Gheorghe Caranfil (1930)     | Fronte di Salvezza Nazionale | Governo Roman I | 28 dicembre 1989 | 28 giugno 1990 | Provvisoria |
| Industria elettrotecnica, elettronica e informatica (Ministrul industriei electrotehnicii, electronicii și informaticii) |          |                              |                              |                 |                  |                |             |
| |          | Anton Vătășescu (1939)       | Fronte di Salvezza Nazionale | Governo Roman I | 29 dicembre 1989 | 28 marzo 1990  | Provvisoria |
| Industria metallurgica (Ministerul industriei metalurgice)                                                               |          |                              |                              |                 |                  |                |             |
| |          | Ioan Cheșa (?)               | Fronte di Salvezza Nazionale | Governo Roman I | 29 dicembre 1989 | 28 giugno 1990 | Provvisoria |
| Petrolio (Ministerul petrolului)                                                                                         |          |                              |                              |                 |                  |                |             |
| |          | Victor Murea (1935)          | Fronte di Salvezza Nazionale | Governo Roman I | 29 dicembre 1989 | 28 giugno 1990 | Provvisoria |
| Industria leggera (Ministerul industriei ușoare)                                                                         |          |                              |                              |                 |                  |                |             |
| |          | Constantin Popescu (1935)    | Fronte di Salvezza Nazionale | Governo Roman I | 29 dicembre 1989 | 28 giugno 1990 | Provvisoria |
| Industria delle costruzioni di macchinari (Ministerul industriei construcțiilor de mașini)                               |          |                              |                              |                 |                  |                |             |
| |          | Ion Aurel Stoica (1943-1994) | Fronte di Salvezza Nazionale | Governo Roman I | 30 dicembre 1989 | 28 marzo 1990  | Provvisoria |
| Miniere (Ministerul minelor)                                                                                             |          |                              |                              |                 |                  |                |             |
| |          | Nicolae Dicu (1934)          | Fronte di Salvezza Nazionale | Governo Roman I | 2 gennaio 1990   | 28 giugno 1990 | Provvisoria |
| Geologia (Ministerul geologiei)                                                                                          |          |                              |                              |                 |                  |                |             |
| |          | Ioan Folea (1930-1999)       | Fronte di Salvezza Nazionale | Governo Roman I | 2 gennaio 1990   | 28 giugno 1990 | Provvisoria |
| Industria del legno (Ministerul industriei lemnului)                                                                     |          |                              |                              |                 |                  |                |             |
| |          | Ion Râmbu (?)                | Fronte di Salvezza Nazionale | Governo Roman I | 14 gennaio 1990  | 28 giugno 1990 | Provvisoria |
| Costruzioni (Ministerul construcțiilor)                                                                                  |          |                              |                              |                 |                  |                |             |
| |          | Alexandru Dimitriu (?)       | Fronte di Salvezza Nazionale | Governo Roman I | 18 gennaio 1990  | 28 giugno 1990 | Provvisoria |

## Lista dei ministri dell'industria dal 1990
Il 19 giugno 2003 il Ministero dell'industria è stato accorpato al Ministero dell'economia e del commercio. Per la lista dei ministri successivi al 2003 vedi Ministri dell'economia della Romania.
| Ministro | Ministro         | Ministro                                | Partito                                                                              | Governo          | Mandato          | Mandato          | Leg. |
| Ministro | Ministro         | Ministro                                | Partito                                                                              | Governo          | Inizio           | Fine             | Leg. |
| --- | ---------------- | --------------------------------------- | ------------------------------------------------------------------------------------ | ---------------- | ---------------- | ---------------- | ---- |
| Risorse e industria (Ministerul resurselor și industriei) Dal 30 aprile 1991 Industria (Ministerul industriei) |                  |                                         |                                                                                      |                  |                  |                  |      |
| |                  | Mihai Zisu (1937)                       | Indipendente                                                                         | Governo Roman II | 28 giugno 1990   | 30 aprile 1991   | I    |
| |                  | Victor Atanasie Stănculescu (1928-2016) | Indipendente                                                                         | Governo Roman II | 30 aprile 1991   | 16 ottobre 1991  | I    |
| |                  | Dan Anghel Constantinescu (1953)        | Indipendente                                                                         | Governo Stolojan | 16 ottobre 1991  | 19 novembre 1992 | I    |
| Industrie (Ministerul industriilor)                                                                            |                  |                                         |                                                                                      |                  |                  |                  |      |
| |                  | Dumitru Popescu (1935)                  | Fronte Democratico di Salvezza Nazionale Partito della Democrazia Sociale di Romania | Governo Văcăroiu | 19 novembre 1992 | 20 gennaio 1996  | II   |
| |                  | Alexandru-Octavi Stănescu (1946)        | Partito della Democrazia Sociale di Romania                                          | Governo Văcăroiu | 20 gennaio 1996  | 12 dicembre 1996 | II   |
| Industria e commercio (Ministerul industriei și comerțului)                                                    |                  |                                         |                                                                                      |                  |                  |                  |      |
| |                  | Călin Popescu Tăriceanu (1952)          | Partito Nazionale Liberale                                                           | Governo Ciorbea  | 12 dicembre 1996 | 5 dicembre 1997  | III  |
| |                  | Mircea Ciumara (1943-2012)              | Partito Nazionale Contadino Cristiano Democratico                                    | Governo Ciorbea  | 5 dicembre 1997  | 17 aprile 1998   | III  |
| |                  | Radu Berceanu (1953)                    | Partito Democratico                                                                  | Governo Vasile   | 17 aprile 1998   | 22 dicembre 1999 | III  |
| Governo Isărescu                                                                                               | 22 dicembre 1999 | Radu Berceanu (1953)                    | Partito Democratico                                                                  | 28 dicembre 2000 |                  |                  | III  |
| Industria e risorse (Ministerul industriei și resurselor)                                                      |                  |                                         |                                                                                      |                  |                  |                  |      |
| |                  | Dan Ioan Popescu (1948)                 | Partito della Democrazia Sociale di Romania Partito Social Democratico               | Governo Năstase  | 28 dicembre 2000 | 19 giugno 2003   | IV   |
| Dal 19 giugno 2003 accorpato al Ministero dell'economia e del commercio                                        |                  |                                         |                                                                                      |                  |                  |                  |      |

## Ministri dell'energia
Tra il 2012 e il 2014 è esistita la figura di ministro con delega all'energia. Tra il 2014 e il 2019 e dal 2020 il Ministero dell'energia è stato costituito come organo separato dal Ministero dell'economia.
| Ministro | Ministro         | Ministro                     | Partito                                                              | Governo           | Mandato          | Mandato          | Leg. |
| Ministro | Ministro         | Ministro                     | Partito                                                              | Governo           | Inizio           | Fine             | Leg. |
| --- | ---------------- | ---------------------------- | -------------------------------------------------------------------- | ----------------- | ---------------- | ---------------- | ---- |
| Delega all'energia (Ministru delegat pentru energie)                                                                                        |                  |                              |                                                                      |                   |                  |                  |      |
| |                  | Constantin Niță (1955)       | Partito Social Democratico                                           | Governo Ponta II  | 21 dicembre 2012 | 5 marzo 2014     | VII  |
| |                  | Răzvan Nicolescu (1978)      | Indipendente                                                         | Governo Ponta III | 5 marzo 2014     | 17 dicembre 2014 | VII  |
| Energia, piccola e media impresa e contesto imprenditoriale (Ministerul energiei, întreprinderilor mici și mijlocii și mediului de afaceri) |                  |                              |                                                                      |                   |                  |                  |      |
| |                  | Andrei Gerea (1968)          | Partito Liberale Riformatore Alleanza dei Liberali e dei Democratici | Governo Ponta IV  | 17 dicembre 2014 | 17 novembre 2015 | VII  |
| Energia (Ministerul Energiei) |                  |                              |                                                                      |                   |                  |                  |      |
| |                  | Victor Grigorescu (1976)     | Indipendente                                                         | Governo Cioloș    | 17 novembre 2015 | 4 gennaio 2017   | VII  |
| |                  | Toma Petcu (1978)            | Alleanza dei Liberali e dei Democratici                              | Governo Grindeanu | 4 gennaio 2017   | 29 giugno 2017   | VIII |
| Governo Tudose | 29 giugno 2017   | Toma Petcu (1978)            | Alleanza dei Liberali e dei Democratici                              | 29 gennaio 2018   |                  |                  | VIII |
| |                  | Anton Anton (1949)           | Alleanza dei Liberali e dei Democratici                              | Governo Dăncilă   | 29 gennaio 2018  | 4 novembre 2019  | VIII |
| Dal 4 novembre 2019 accorpato al Ministero dell'economia, dell'energia e delle imprese Ricostituito il 23 dicembre 2020                     |                  |                              |                                                                      |                   |                  |                  |      |
| |                  | Virgil Daniel Popescu (1968) | Partito Nazionale Liberale                                           | Governo Cîțu      | 23 dicembre 2020 | 25 novembre 2021 | IX   |
| Governo Ciucă | 25 novembre 2021 | Virgil Daniel Popescu (1968) | Partito Nazionale Liberale                                           | 15 giugno 2023    |                  |                  | IX   |
| |                  | Sebastian Burduja (1985)     | Partito Nazionale Liberale                                           | Governo Ciolacu I | 15 giugno 2023   | 23 dicembre 2024 | IX   |
| Governo Ciolacu II | 23 dicembre 2024 | Sebastian Burduja (1985)     | Partito Nazionale Liberale                                           | In carica         | X                |                  |      |